# Bundesliga niemiecka w piłce nożnej (1999/2000)
Bundesliga niemiecka w piłce nożnej 1999/2000 – 37. edycja najwyższych w hierarchii rozgrywek ligowych niemieckiej klubowej piłki nożnej. Tytuł mistrzowski obronił Bayern Monachium.

## Zespoły
| Uczestnicy poprzedniej edycji                                                                                 | Uczestnicy poprzedniej edycji | Uczestnicy poprzedniej edycji | Uczestnicy poprzedniej edycji |
| --- | ----------------------------- | ----------------------------- | ----------------------------- |
| BMU | Bayern Monachium              | 1                             |                               |
| LEV | Bayer Leverkusen              | 2                             |                               |
| HER | Hertha BSC                    | 3                             |                               |
| DOR | Borussia Dortmund             | 4                             |                               |
| KAI | 1. FC Kaiserslautern          | 5                             |                               |
| WOL | VfL Wolfsburg                 | 6                             |                               |
| HSV | Hamburger SV                  | 7                             |                               |
| DUI | MSV Duisburg                  | 8                             |                               |
| TSV | TSV 1860 Monachium            | 9                             |                               |
| S04 | FC Schalke 04                 | 10                            |                               |
| STU | VfB Stuttgart                 | 11                            |                               |
| FRG | SC Freiburg                   | 12                            |                               |
| WER | Werder Brema                  | 13                            |                               |
| ROS | Hansa Rostock                 | 14                            |                               |
| FRA | Eintracht Frankfurt           | 15                            |                               |
| Awans z 2. Bundesligi 1998/1999                                                                               |                               |                               |                               |
| BIE | Arminia Bielefeld             | 1                             |                               |
| UNT | SpVgg Unterhaching            | 2                             |                               |
| ULM | SSV Ulm                       | 3                             |                               |
| Oznaczenia: - kolumna pierwsza – skróty nazw drużyn, - kolumna trzecia – miejsce zajęte w poprzednim sezonie. |                               |                               |                               |

## Tabela
|     | Drużyna              | M  | Z  | R  | P  | Bramki | Bilans | Punkty |
| --- | -------------------- | -- | -- | -- | -- | ------ | ------ | ------ |
| 1.  | FC Bayern Monachium  | 34 | 22 | 7  | 5  | 73:28  | +45    | 73     |
| 2.  | Bayer 04 Leverkusen  | 34 | 21 | 10 | 3  | 74:36  | +38    | 73     |
| 3.  | Hamburger SV         | 34 | 16 | 11 | 7  | 63:39  | +24    | 59     |
| 4.  | TSV 1860 Monachium   | 34 | 14 | 11 | 9  | 55:48  | +7     | 53     |
| 5.  | 1. FC Kaiserslautern | 34 | 15 | 5  | 14 | 54:59  | -5     | 50     |
| 6.  | Hertha BSC           | 34 | 13 | 11 | 10 | 39:46  | -7     | 50     |
| 7.  | VfL Wolfsburg        | 34 | 12 | 13 | 9  | 51:58  | -7     | 49     |
| 8.  | VfB Stuttgart        | 34 | 14 | 6  | 14 | 44:47  | -3     | 48     |
| 9.  | Werder Brema         | 34 | 13 | 8  | 13 | 65:52  | +13    | 47     |
| 10. | SpVgg Unterhaching   | 34 | 12 | 8  | 14 | 40:42  | -2     | 44     |
| 11. | Borussia Dortmund    | 34 | 9  | 13 | 12 | 41:38  | +3     | 40     |
| 12. | SC Freiburg          | 34 | 10 | 10 | 14 | 45:50  | -5     | 40     |
| 13. | FC Schalke 04        | 34 | 8  | 15 | 11 | 42:44  | -2     | 39     |
| 14. | Eintracht Frankfurt  | 34 | 12 | 5  | 17 | 42:44  | -2     | 39     |
| 15. | Hansa Rostock        | 34 | 8  | 14 | 12 | 44:60  | -16    | 38     |
| 16. | SSV Ulm 1846         | 34 | 9  | 8  | 17 | 36:62  | -26    | 35     |
| 17. | Arminia Bielefeld    | 34 | 7  | 9  | 18 | 40:61  | -21    | 30     |
| 18. | MSV Duisburg         | 34 | 4  | 10 | 20 | 37:71  | -34    | 22     |

## Strzelcy
|    | Zawodnik      | Drużyna             | Bramki |
| -- | ------------- | ------------------- | ------ |
| 1. | Martin Max    | TSV 1860 Monachium  | 19     |
| 2. | Ulf Kirsten   | Bayer 04 Leverkusen | 17     |
| 3. | Ebbe Sand     | FC Schalke 04       | 14     |
| 3. | Giovane Elber | Bayern Monachium    | 14     |
| 5. | Paulo Sérgio  | Bayern Monachium    | 13     |
| 5. | Marco Bode    | Werder Brema        | 13     |

## Zawodnicy mistrza
Bernd Dreher, Oliver Kahn, Stefan Wessels; Patrik Andersson, Markus Babbel, Samuel Kuffour, Thomas Linke, Bixente Lizarazu, Lothar Matthäus; Mario Basler, Stefan Effenberg, Thorsten Fink, David Jarolim, Jens Jeremies, Hasan Salihamidzic, Mehmet Scholl, Paulo Sergio, Andrew Sinkala, Thomas Strunz, Michael Tarnat, Michael Wiesinger, Sławomir Wojciechowski; Giovane Elber, Carsten Jancker, Roque Santa Cruz, Alexander Zickler.
- Trener: Ottmar Hitzfeld